# VOXON
Leta 2007 je iz skupine VOX, ki je bila ustanovljena leta 1994, nastala skupina VOXON.
VOXON sestavlja 6 pevk in pevcev iz avstrijskega Koroškega. Skupina se posveča predvsem a cappella glasbi, nastopa pa tudi z jazz bendom. Značilnost skupine so med drugim lastne avtorske skladbe, ki jih za skupino ustvarjata član skupine Danilo Katz in priznani jazz glasbenik Stefan Thaler.
Pod imenom VOX je skupina leta 2005 izdala zgoščenko z naslovom »11«, ki vsebuje izključno lastne skladbe. Besedila so deloma napisana v slovenskem pliberškem narečju. Pri zgoščenski je sodeloval tudi jazz bend, pri katerem sta igrala koroška Slovenca Stefan Thaler (bas) in Tonč Feinig (piano) ter Jure Pukl (saksofon) in Harald Tanschek (tolkala).
Leta 2011 je bila zgoščenka "Voxon a:kapela" v ZDA imenovana za mednarodni Cara-Award, v kategoriji "Best Folk/World Album".
Leta 2015 je izšel najnovejši CD skupine, ki nosi naslov "Voxon reloaded".

## Člani skupine VOXON
- Traudi Katz-Lipusch (lead/background voices)
- Natascha Stuck (lead/background voices)
- Caroline de Rooij (lead/background voices)
- Danilo Katz (lead/background voices)
- Edi Oraže (bas)
- Daniel Košutnik (vocal percussion)

## Spletna stran skupine
- spletna stran skupine VOXON

## Povezave
- spletna stran Caroline de Rooij
- spletna stran Stefana Thalerja
- Royal Conservatory of The Hague website